# Marlon Ahlm
Marlon Ahlm (...) è un giocatore di football americano svedese che milita nel ruolo di quarterback nei Tyresö Royal Crowns.

## Palmarès

### Club
- SM-Finalen: 1

Stockholm Mean Machines: 2019